# Sergio Lozano Lluch
Sergio Lozano Lluch (Natzaret, Valencia, España, 24 de marzo de 1999) es un futbolista español. Juega de centrocampista y su equipo actual es el Levante U. D. de la Primera División de España.

## Trayectoria
Natural de Natzaret, comenzó a formarse en las categorías inferiores de la Unión Deportiva Alzira y del Levante UD, hasta que ingresó en la cantera del Villarreal CF. Sergio pasaría por categoría cadete, juvenil, Villarreal Club de Fútbol "C" y Villarreal Club de Fútbol "B", además sería internacional Sub-16 y Sub-17 con España.
En la temporada 2017-2018 fue un habitual del filial castellonense que acabó en segunda posición y que jugó la fase de acenso a Segunda División, cayendo en la última ronda ante el Elche CF.
Dirigido por Javi Calleja debutaría oficialmente hasta en dos ocasiones con el primer equipo del Villarreal CF. La primera vez fue en diciembre de 2017, en un partido de la fase de grupos de la Europa League contra el Maccabi de Tel Aviv. Y la segunda, durante la temporada 2019-20, en la goleada contra el Comillas (0-5) en la Copa del Rey, en el que disputó 64 minutos y le dio una asistencia al internacional colombiano Carlos Bacca, goleador de aquella noche. 
En la recta final de la temporada 2019-20, Javi Calleja tiró de Lozano para estar en el día a día y en junio de 2020 entró en la convocatoria del partido frente el Celta de Vigo.
En la temporada 2019-2020 disputó un total de 26 partidos de Liga dentro del grupo III de Segunda División B, marcando 6 goles con el filial del Villarreal Club de Fútbol. 
El 13 de agosto de 2020, el mediocentro llega cedido al FC Cartagena de la Segunda División de España, cedido por una temporada.
El 26 de diciembre de 2020, termina su cesión en el FC Cartagena para regresar al Villarreal CF, en el que sólo había disputado 182 minutos en cinco partidos con la camiseta albinegra.Actualmente milita en las filas del Levante UD desde el verano de 2023.

## Estadísticas
Actualizado al último partido disputado el 21 de septiembre de 2024.
| Villarreal C. F. B · España                                                         | 2.ª B         | 2016-17       | 1   | 0  | — | — | — | — | 1   | 0  |
| Villarreal C. F. B · España                                                         | 2.ª B         | 2017-18       | 8   | 0  | — | — | — | — | 8   | 0  |
| Villarreal C. F. B · España                                                         | 2.ª B         | 2018-19       | 7   | 0  | — | — | — | — | 7   | 0  |
| Villarreal C. F. B · España                                                         | 2.ª B         | 2019-20       | 26  | 6  | — | — | — | — | 26  | 6  |
| Villarreal C. F. B · España                                                         | Total club    | Total club    | 42  | 6  | 0 | 0 | 0 | 0 | 42  | 6  |
| Villarreal C. F. C · España                                                         | 3.ª           | 2017-18       | 18  | 0  | — | — | — | — | 18  | 0  |
| Villarreal C. F. C · España                                                         | Total club    | Total club    | 18  | 0  | 0 | 0 | 0 | 0 | 18  | 0  |
| Villarreal C. F. · España                                                           | 1.ª           | 2017-18       | 0   | 0  | 0 | 0 | 1 | 0 | 1   | 0  |
| Villarreal C. F. · España                                                           | 1.ª           | 2019-20       | 0   | 0  | 1 | 0 | — | — | 1   | 0  |
| Villarreal C. F. · España                                                           | Total club    | Total club    | 0   | 0  | 1 | 0 | 1 | 0 | 2   | 0  |
| F. C. Cartagena · España                                                            | 2.ª           | 2020-21       | 5   | 0  | 0 | 0 | — | — | 5   | 0  |
| F. C. Cartagena · España                                                            | Total club    | Total club    | 5   | 0  | 0 | 0 | 0 | 0 | 5   | 0  |
| Villarreal C. F. B · España                                                         | 2.ª B         | 2020-21       | 14  | 4  | 0 | 0 | — | — | 14  | 4  |
| Villarreal C. F. B · España                                                         | 1.ª Fed.      | 2021-22       | 34  | 9  | 0 | 0 | — | — | 34  | 9  |
| Villarreal C. F. B · España                                                         | 1.ª Fed.      | 2022-23       | 28  | 5  | 0 | 0 | — | — | 28  | 5  |
| Villarreal C. F. B · España                                                         | Total club    | Total club    | 76  | 18 | 0 | 0 | 0 | 0 | 76  | 18 |
| Levante UD · España                                                                 | 2.ª           | 2023-24       | 36  | 1  | 0 | 0 | — | — | 36  | 1  |
| Levante UD · España                                                                 | 2.ª           | 2024-25       | 6   | 0  | 0 | 0 | — | — | 6   | 0  |
| Levante UD · España                                                                 | Total club    | Total club    | 42  | 1  | 0 | 0 | 0 | 0 | 42  | 1  |
| Total carrera                                                                       | Total carrera | Total carrera | 183 | 25 | 1 | 0 | 1 | 0 | 185 | 25 |
| (1) Incluye datos de la Copa del Rey (2) Incluye datos de la Liga Europa de la UEFA |               |               |     |    |   |   |   |   |     |    |